# Sars-et-Rosières
Sars-et-Rosières és un municipi francès, situat a la regió dels Alts de França, al departament del Nord. L'any 2006 tenia 503 habitants. Limita al nord-est amb Rosult, al sud-est amb Brillon, al sud-oest amb Tilloy-lez-Marchiennes, a l'oest amb Beuvry-la-Forêt i al nord-oest amb Landas.

## Demografia
| 1962                                       | 1968 | 1975 | 1982 | 1990 | 1999 | 2006 |
| ------------------------------------------ | ---- | ---- | ---- | ---- | ---- | ---- |
| 319                                        | 333  | 295  | 359  | 397  | 378  | 503  |
| Des de 1962: població sense dobles comptes |      |      |      |      |      |      |

## Administració
| Període | Identitat         | Partit        |
| ------- | ----------------- | ------------- |
| 2008-   | Monique Herbommez | Divers droite |